# 渝中区
渝中区（ゆちゅうく）は中華人民共和国重慶市に位置する市轄区。重慶市人民政府が所在する。

## 地理
重慶市の西南部に位置し、長江と嘉陵江の2つの川に挟まれた狭い地域に位置する。

## 歴史
1929年、国民政府は巴県を重慶市に編集した。1935年に重慶5区が設置された際に、第一から第四区が、1939年の12区設置の際には第一から第八区が現在の渝中区に相当した。その後1942年の18区では第一から第八区及び水上区、1946年の行政区再編では第一から第十八区に改編されている。
中華人民共和国成立後は旧来の第一から第七区を統合し第一区と改編、1955年11月には市中区と改称された。1995年に渝中区と改称され現在に至っている。

## 行政区画
下部に11街道を管轄する。
| 街道       | 人口 (2010) | 面積 (km2) |
| ---------- | ----------- | ---------- |
| 七星崗街道 | 68,872      | 0.75       |
| 解放碑街道 | 64,629      | 0.62       |
| 両路口街道 | 51,811      | 0.67       |
| 上清寺街道 | 55,903      | 1.73       |
| 菜園壩街道 | 38,380      | 1.56       |
| 南紀門街道 | 46,862      | 0.53       |
| 朝天門街道 | 43,338      | 1.02       |
| 大渓溝街道 | 66,319      | 1.44       |
| 大坪街道   | 81,658      | 3.24       |
| 化竜橋街道 | 15,806      | 4.76       |
| 石油路街道 | 71,154      | 2.52       |

## 交通
- 重慶駅
- 重慶軌道交通
  -   1号線: 小什字駅 - 較場口駅  2  - 七星崗駅 - 両路口駅  3  - 鵝嶺駅 - 大坪駅  2  - 石油路駅 - 歇台子駅
  -   2号線: 較場口駅  1  - 臨江門駅 - 黄花園駅 - 大渓溝駅 - 曽家岩駅 - 牛角沱駅  3  - 李子壩駅 - 仏図関駅 - 大坪駅  1 
  -   3号線: 両路口駅  1  - 牛角沱駅  2 
  - 6号線
  - 10号線

## 名所・施設
- 重慶人民解放記念碑
- 重慶移民博物館
- 城垣遺跡
- 人民大礼堂
- 重慶中国三峡博物館
- 大田湾スタジアム（中国語版）

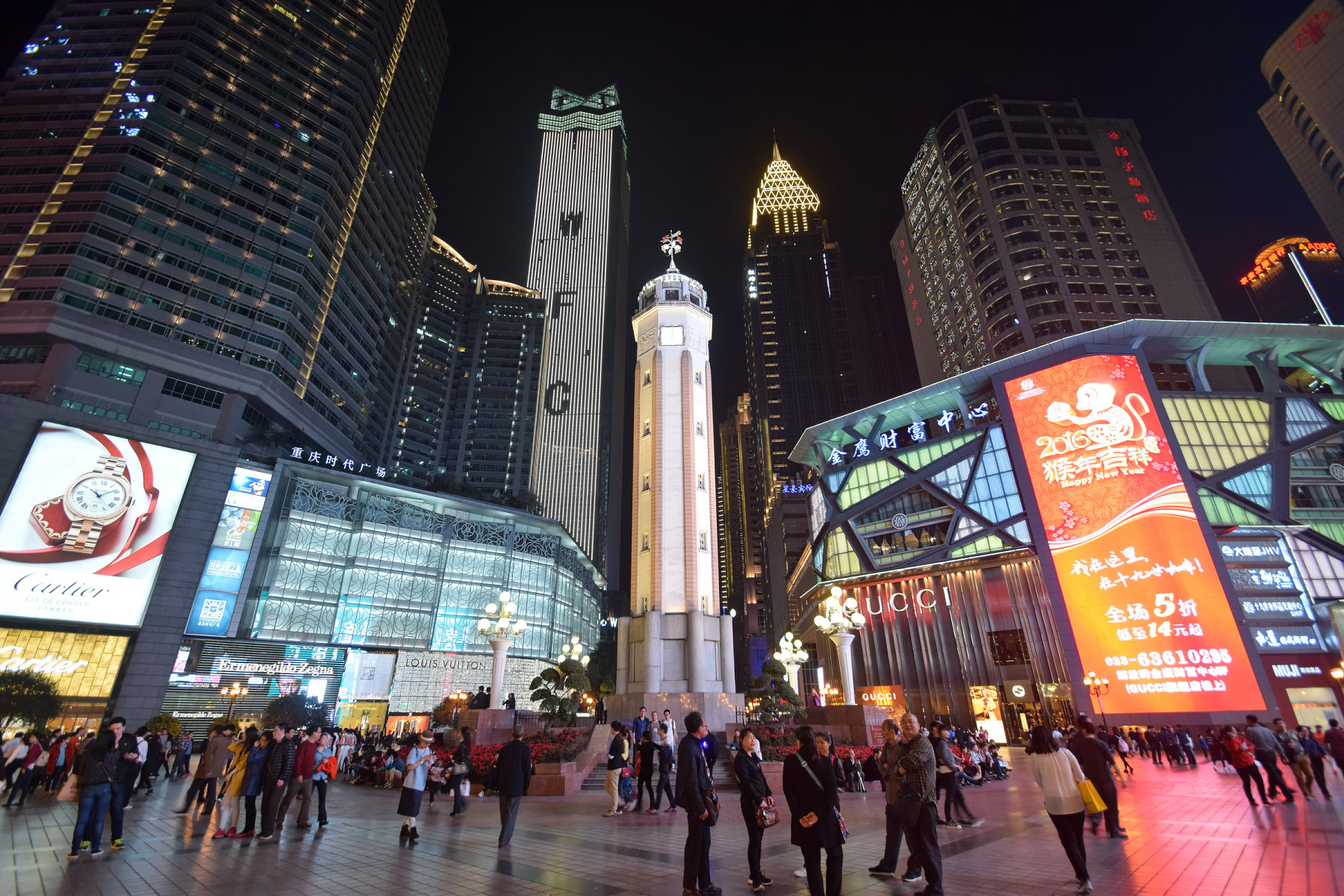
解放碑街道

- ジョセフ・スティルウェル博物館（中国語版）
- 羅漢寺（中国語版）
- 聖ヨゼフ聖堂（中国語版）

## 観光
- ヒルトン重慶（重慶希爾頓酒店）
- JWマリオットホテル重慶
- ウェスティン重慶解放広場

## 健康・医療・衛生
- 重慶市中医骨科医院
- 重慶市中西医結合康復医院
- 重慶長航医院
- 重慶郵政医院
- 寛仁康復医院
- 重慶紅嶺医院
- 重慶医科大学附属第一医院（重慶西南病院）[2]
- 重慶医科大学附属児童医院[3]
- 重慶市急救医療中心
- 重慶市人民医院
- 中国人民解放軍第三軍医大学特色医学中心（大坪医院）[4]

## 友好都市
- ロシア ヴラジーミル州・ウラジーミル (ウラジーミル州)
- アメリカ カリフォルニア州・サンディエゴ